# Junius Naucellius
Junius of Julius Naucellius (Syracuse, 1e helft 4e eeuw – Spoleto, circa 400) was een dichter, vertaler en senator in het Romeinse Rijk. Hij behoorde tot de literaire kring van Quintus Aurelius Symmachus, die een antichristelijk discours voer en de oude Romeinse waarden en goden promootte. Naucellius was eveneens een exponent van de antichristelijke revival in het Rome van de 4e eeuw.

## Levensloop

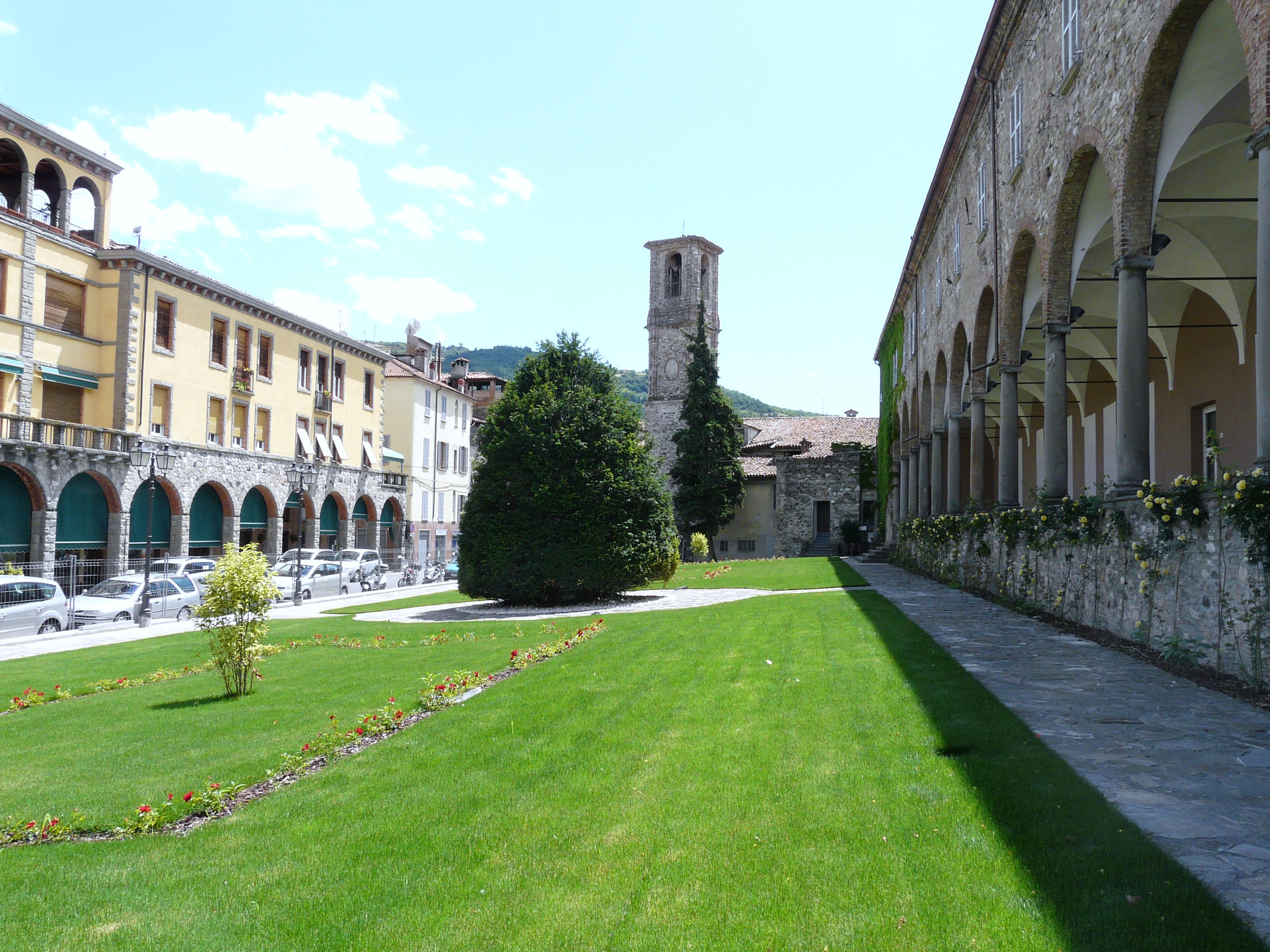
Voormalige abdij van Bobbio

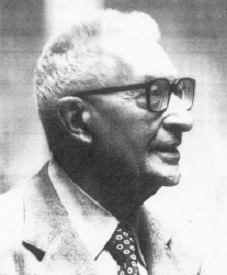
Augusto Campana ontdekte gedichten van Naucellius

Naucellius verhuisde als kind van Syracuse op Sicilië naar Rome. Hij was gehuwd met Sabina en had meerdere zonen onder wie Sabinus. In Rome schreef hij gedichten in het Latijn en was actief in de senaat. Hij vertaalde, op vraag van Symmachus, geschiedschrijving over de Romeinse republiek van het Oudgrieks naar het Latijn.
Nadat Naucellius de politiek in Rome verlaten had, trok hij zich terug in zijn huis in Spoleto. Hij had een hoge leeftijd. Symmachus schreef brieven naar hem in Spoleto. Deze brieven zijn te dateren circa 400. Symmachus beschreef nadien dat hij het overlijden van Naucellius vernam.

## Epigrammata Bobiensia
Tot 1950 waren er geen geschriften bekend van de hand van Naucellius. Wel was er geweten dat Symmachus brieven naar Naucellius schreef alsook was er een codex bekend met enkele titels van epigrammen van hem.
Dit veranderde in 1950. Augusto Campana (1906-1995) deed een ontdekking in de Vaticaanse Bibliotheek in het manuscript n° 2836 geschreven in het Latijn. Dit was een kopie van een manuscript uit de bekende Sint-Colombanusbibliotheek in de abdij van Bobbio. De bibliotheek was een van de grootste in West-Europa en stond model voor Umberto Eco’s roman en film De naam van de roos. De bundel gedichten was elders genoemd als de Epigrammata Bobiensia of de Epigrammen van Bobbio. De kopie van het bibliotheekmanuscript was bestemd voor de 16e-eeuwse jezuïet Angelo Colocci (1474-1549) buiten de abdij.
Campana vond in de gedichtenbundel eenenzeventig elegieën en zeventig epigrammen. Van deze gedichten waren er zevenentwintig al elders door Renaissance-auteurs en drukkers geciteerd; de andere gedichten waren een nieuwe ontdekking. Campana vond niet alleen een gedicht met het liefdesleven van de satirica Sulpicia (1e eeuw) maar ook epigrammen van de hand van Naucellius. Deze laatste waren tot dan toe geacht verloren te zijn. Acht van de epigrammen kunnen met zekerheid toegeschreven worden aan Naucellius: het gaat om de nummers 2 tot 9 in de bundel. Zo dichtte Naucellius onder meer dat hij uit Syracuse afkomstig was en andere autobiografische elementen. Gedichten n° 38 en 54 uit de bundel werden toegeschreven aan de literaire kring van Symmachus en Naucellius doch zijn niet van hun hand. Campana publiceerde zijn bevindingen in 1955.
De voornaam Junius of Julius blijft een onzekerheid. Naucellius schreef over zijn voornaam dat deze gedragen werd door zijn voorouders zonder zijn voornaam of gensnaam te geven. Een andere controverse rond Naucellius is of hij al dan niet als christen stierf en begraven ligt in de basiliek Sint-Paulus buiten de Muren in Rome.